# Mesudiye
Mesudiye là một huyện thuộc tỉnh Ordu, Thổ Nhĩ Kỳ. Huyện có diện tích 1100 km² và dân số thời điểm năm 2007 là 12129 người, mật độ 11 người/km².